# یاسوتاکا موراتا
یاسوتاکا موراتا، (به ژاپنی: 村田泰隆) (زاده ۱۹۴۷) کارآفرین و مدیر ارشد اجرایی ژاپنی است، که در حال حاضر به‌عنوان رئیس هیئت مدیره شرکت موراتا فعالیت می‌نماید. وی فرزند ارشد آکیرا موراتا، بنیانگذار شرکت موراتا می‌باشد.